# Sanfrecce Hiroshima
Sanfrecce Hiroshima (tiếng Nhật: サンフレッチェ広島, đã Latinh hoá: Sanfuretche Hiroshima) là một câu lạc bộ bóng đá chuyên nghiệp có trụ sở tại Asaminami-ku, Hiroshima, Nhật Bản. Câu lạc bộ hiện đang thi đấu ở J. League Hạng 1.

## Tên gọi
Tên câu lạc bộ là một từ ghép từ số ba trong tiếng Nhật, San và một từ tiếng Ý frecce nghĩa là 'mũi tên'. Cái tên dựa trên giai thoại ba mũi tên của Mori Motonari rằng một mũi tên tuy dễ gãy nhưng khi hợp lại với nhau thì sẽ tạo nên sức mạnh phi thường.
- 1938–70: Câu lạc bộ  Syukyu Toyo Kogyo (東洋工業蹴球部?) {"Syukyu" nghĩa là "bóng đá" trong tiếng Nhật.}
  - 1943–46: Tạm dừng thi đấu trong giai đoạn Chiến tranh Thái Bình Dương.
- 1971–80: Câu lạc bộ bóng đá Toyo Kogyo (東洋工業サッカー部?)
- 1981–83: Câu lạc bộ bóng đá Toyo Kogyo thuộc Câu lạc bộ thể thao Mazda (マツダスポーツクラブ東洋工業サッカー部?)
- 1984–85: Câu lạc bộ bóng đá Toyo Kogyo thuộc Câu lạc bộ thể thao Mazda (マツダスポーツクラブサッカー部?)
- 1986–92: Câu lạc bộ bóng đá Mazda (マツダサッカークラブ?)
- 1992–: Sanfrecce Hiroshima (サンフレッチェ広島?)

## Vị trí
Câu lạc bộ có trụ sở tại Hiroshima, thi đấu tại Hiroshima Big Arch và Sân vận động Thành phố Hiroshima. Họ tập luyện tại Công viên bóng đá Yoshida ở Akitakata, Hiroshima và Hiroshima 1st Ball Park.

## Kết quả tham dự J.League
| Mùa  | Hạng | Số đội | Vị trí | Trung bình khán giả | J.League Cup | Cúp Hoàng đế | Châu Á | Châu Á    |
| ---- | ---- | ------ | ------ | ------------------- | ------------ | ------------ | ------ | --------- |
| 1992 | -    | -      | -      | -                   | Vòng bảng    | Vòng 2       | -      | -         |
| 1993 | J1   | 10     | 5      | 16,644              | Vòng bảng    | Bán kết      | -      | -         |
| 1994 | J1   | 12     | 2      | 17,191              | Vòng 1       | Tứ kết       | -      | -         |
| 1995 | J1   | 14     | 10     | 11,689              | -            | Chung kết    | -      | -         |
| 1996 | J1   | 16     | 14     | 8,469               | Vòng bảng    | Chung kết    | -      | -         |
| 1997 | J1   | 17     | 12     | 6,533               | Vòng bảng    | Vòng 4       | -      | -         |
| 1998 | J1   | 18     | 10     | 8,339               | Vòng bảng    | Tứ kết       | -      | -         |
| 1999 | J1   | 16     | 8      | 9,377               | Vòng 2       | Chung kết    | -      | -         |
| 2000 | J1   | 16     | 11     | 8,865               | Vòng 2       | Vòng 4       | -      | -         |
| 2001 | J1   | 16     | 9      | 9,916               | Tứ kết       | Vòng 4       | -      | -         |
| 2002 | J1   | 16     | 15     | 10,941              | Vòng bảng    | Bán kết      | -      | -         |
| 2003 | J2   | 12     | 2      | 9,000               | -            | Vòng 4       | -      | -         |
| 2004 | J1   | 16     | 12     | 14,800              | Vòng bảng    | Vòng 4       | -      | -         |
| 2005 | J1   | 18     | 7      | 12,527              | Vòng bảng    | 5th Round    | -      | -         |
| 2006 | J1   | 18     | 10     | 11,180              | Vòng bảng    | 5th Round    | -      | -         |
| 2007 | J1   | 18     | 16     | 11,423              | Tứ kết       | Chung kết    | -      | -         |
| 2008 | J2   | 15     | 1      | 10,840              | -            | Tứ kết       | -      | -         |
| 2009 | J1   | 18     | 4      | 15,723              | Vòng bảng    | Vòng 3       | -      | -         |
| 2010 | J1   | 18     | 7      | 14,562              | Chung kết    | Vòng 3       | CL     | Vòng bảng |
| 2011 | J1   | 18     | 7      | 13,203              | Vòng 1       | Vòng 3       | -      | -         |
| 2012 | J1   | 18     | 1      | 17,721              | Vòng bảng    | Vòng 2       | -      | -         |
| 2013 | J1   | 18     | 1      | 16,209              | Tứ kết       | Chung kết    | CL     | Vòng bảng |
| 2014 | J1   | 18     | 8      | 14,997              | Chung kết    | Vòng 1/8     | CL     | Vòng 1/8  |

## Danh hiệu

### Toyo Kogyo SC & Mazda SC

#### Domestic Leagues
- Japan Soccer League: (5)
  - 1965, 1966, 1967, 1968, 1970

#### Quốc nội
- Cúp Hoàng đế: (3)
  - 1965, 1967, 1969
- Giải bóng đá Công xưởng toàn Nhật Bản: (2)
  - 1956, 1962 (chia sẻ)
- Siêu cúp NHK: (1)
  - 1967

#### Quốc tế
- Giải vô địch các câu lạc bộ châu Á: Thứ 3
  - 1969

### Sanfrecce Hiroshima

#### Quốc nội
- J1 League
  - Vô địch (2): 2012, 2013, 2015
- J.League mùa Xuân
  - Vô địch (1): 1994
- J2 League
  - Vô địch (1): 2008

#### Cúp quốc nội
- J.League Cup:
  - Vô địch (1): 2022
- Siêu cúp Nhật Bản:
  - Vô địch (3): 2008, 2013, 2014, 2016

## Lịch sử đấu giải
- Hạng 1 (Japan Soccer League Div. 1): 1965–83
- Hạng 2 (Japan Soccer League Div. 2): 1984–85
- Hạng 1 (Japan Soccer League Div. 1): 1986–87
- Hạng 2 (Japan Soccer League Div. 2): 1988–90
- Hạng 1 (Japan Soccer League Div. 1): 1991–92
- Hạng 1 (J. League Div. 1): 1993–02
- Hạng 2 (J. League Div. 2): 2003
- Hạng 1 (J. League Div. 1): 2004–07
- Hạng 2 (J. League Div. 2): 2008
- Hạng 1 (J. League Div. 1): 2009–nay

Tổng cộng (năm 2011): 40 mùa thi đấu ở hạng đấu cao nhất và 7 mùa ở hạng thứ hai.

## Cầu thủ nổi tiếng
Những cầu thủ từng tham dự World Cup khi đang chơi cho Sanfrecce Hiroshima:
World Cup 1994
- Noh Jung-Yoon

World Cup 2006
- Yūichi Komano

World Cup 2014
- Toshihiro Aoyama

## Cựu cầu thủ

### Những cầu thủ từng khoác áo đội tuyển
| JFA. - Yuichi Komano - Kenichi Uemura - Ryuji Michiki - Takashi Shimoda - Susumu Oki - Hiroto Mogi - Mitsuyuki Yoshihiro - Shunsuke Maeda - Yosuke Kashiwagi - Tomoaki Makino - Ryuichi Hirashige - Tomotaka Okamoto - Yutaro Hara - Hajime Moriyasu - Hiroshige Yanagimoto - Tatsuhiko Kubo - Shusaku Nishikawa - Tadanari Lee - Ryota Moriwaki |  | AFC/ CAF/ OFC. - Graham Arnold - Steve Corica - Hayden Foxe - Tony Popovic - Aurelio Vidmar - Ri Han-jae - Hwang Seok-ho - Jo Woo-jin - Lee Dae-heon - Noh Jung-yoon - Oleg Pashinin - Michel Pensée |  | UEFA. - Ilian Stoyanov - Neško Milovanović - Dario Dabac - Tomislav Erceg - Stjepan Jukić - Ante Tomić - Pavel Černý - Ivan Hašek - Ian Crook - Don Goodman - Davit Mujiri - Pieter Huistra - John van Loen - Tore Pedersen - Miguel Simão - Július Bielik - Jan Jönsson - Jean-Paul Vonderburg - Serhiy Skachenko |  | CONCACAF. - Dan Calichman |  | CONMEBOL. - Andrey - Beto - Dininho - Galvão - Jorginho - Marcelo - Ricardo - Sampaio - Santos - Tiago - Ueslei |  |

## Huấn luyện viên
| HLV                            | Quốc tịch | Giai đoạn              | Đội                 | Trợ lý                                       |
| ------------------------------ | --------- | ---------------------- | ------------------- | -------------------------------------------- |
| Yoshiki Yamazaki               | Nhật Bản  | 1938–42, 1947–50       | Toyo Kogyo          |                                              |
| Minoru Obata                   | Nhật Bản  | 1951–63                | Toyo Kogyo          |                                              |
| Yukio Shimomura                | Nhật Bản  | 1964–71                | Toyo Kogyo          |                                              |
| Kenzo Ohashi                   | Nhật Bản  | 1972–75                | Toyo Kogyo          |                                              |
| Ikuo Matsumoto                 | Nhật Bản  | 1976                   | Toyo Kogyo          |                                              |
| Aritatsu Ogi                   | Nhật Bản  | 1977–80                | Toyo Kogyo          |                                              |
| Teruo Nimura                   | Nhật Bản  | 1981–83                | MAZDA Sports        | Eckhard Krautzun (8/1983 – 9/83)             |
| Kazuo Imanishi                 | Nhật Bản  | 1984–87                | MAZDA Sports        | Hans Ooft (1984–87), Dido Havenaar (1986–87) |
| Hans Ooft                      | Hà Lan    | 1987–88                | MAZDA Sports        | Dido Havenaar (1987–88)                      |
| Kazuo Imanishi                 | Nhật Bản  | 1988–92                | MAZDA Sports        | Bill Foulkes (1988–91)                       |
| Stuart Baxter                  | Scotland  | 1/7/1992– 31/1/1995    | Sanfrecce Hiroshima | Jan Jönsson (1993–94)                        |
| Wim Jansen                     | Hà Lan    | 1/2/1996 – 31/1/1997   | Sanfrecce Hiroshima |                                              |
| Eddie Thomson                  | Scotland  | 1/2/1997 – 31/1/2001   | Sanfrecce Hiroshima | Tom Sermanni (1997–98)                       |
| Valeri Nepomniachi             | Nga       | 1/2/2001 – 17/12/2001  | Sanfrecce Hiroshima |                                              |
| Gadzhi Gadzhiev                | Nga       | 1/2/2002 – 15/7/2002   | Sanfrecce Hiroshima |                                              |
| Takahiro Kimura                | Nhật Bản  | 16/7/2002 – 30/11/2002 | Sanfrecce Hiroshima |                                              |
| Takeshi Ono                    | Nhật Bản  | 1/12/2002 – 1/4/2006   | Sanfrecce Hiroshima |                                              |
| Kazuyori Mochizuki (tạm quyền) | Nhật Bản  | 2/4/2006 – 9/6/2006    | Sanfrecce Hiroshima |                                              |
| Mihailo Petrović               | Serbia    | 10/6/2006 – 31/12/2011 | Sanfrecce Hiroshima | Ranko Popović (2006–07)                      |
| Hajime Moriyasu                | Nhật Bản  | 1/1/2012 – 4/7/2017    | Sanfrecce Hiroshima |                                              |
| Jan Jönsson                    | Thụy Điển | 10/7/2017 – 7/12/2017  | Sanfrecce Hiroshima |                                              |
| Hiroshi Jofuku                 | Nhật Bản  | 7/12/2017 – 25/10/2021 | Sanfrecce Hiroshima |                                              |
| Kentaro Sawada                 | Nhật Bản  | 26/10/2021 – 31/1/2022 | Sanfrecce Hiroshima |                                              |
| Michael Skibbe                 | Đức       | 1/2/2022 – nay         | Sanfrecce Hiroshima | Shinya Sakoi (2022–nay)                      |